# 大阪府立槻の木高等学校
大阪府立槻の木高等学校（おおさかふりつ つきのきこうとうがっこう）は、大阪府高槻市城内町にある公立高等学校。

## 概要
大阪府立島上高等学校と大阪府立高槻南高等学校を統合し、大阪府の公立高等学校としては初めてとなる全日制単位制普通科高等学校として2003年に開校した。
校名の｢槻の木｣は、学校所在地の高槻市の市民の木がケヤキ（槻）であること、および前身校の両校の校庭にケヤキの木が植えられていたことを踏まえ、「生徒一人ひとりが自ら学び、考える力や進路実現の力を育み、将来の地域社会を担う人材として大きく成長することをイメージ」して命名された。
高槻城本丸跡に位置する旧島上高等学校の敷地を使用し、授業は前期・後期の2期制で、半期ごとに単位を認定するシステムとなっている。50分授業、週33時間授業。
大阪大学や関西大学など複数の大学と高大連携をおこなっている。大学の講義受講を高校の単位認定に組み入れることや、大学教員による高校での出張授業などにもとりくんでいる。

## 沿革
大阪府教育委員会が1999年に打ち出した「全日制府立高等学校特色づくり・再編整備計画」により、大阪府立の全日制普通科高等学校を統廃合・再編し、全日制単位制高等学校を設置する構想が持ち上がった。全日制単位制高等学校は、府内の地理的バランス・通学の利便性も考慮しながら、府内に計4校程度設置するとした。
これを受けて2001年、「全日制府立高等学校特色づくり・再編整備 第1期計画第3年次対象校」として、大阪府立島上高等学校と大阪府立高槻南高等学校が再編整備対象校となり、両校を統合する形で新しい全日制単位制高等学校を設置する構想が打ち出された。
統廃合計画には前身校の関係者からの反対運動などもあったものの、大阪府教育委員会事務局での準備作業、大阪府教育委員会での議決、大阪府議会での学校設置条例の可決などを経て、2003年に大阪府立槻の木高等学校として開校した。
2003年度-2005年度の3年間、文部科学省がすすめる学力向上フロンティアハイスクールの実施校に指定されていた。また2011年より3年間、大阪府教育委員会から「イングリッシュフロンティアハイスクールズ」G2グレード校に指定されていた。

### 年表
- 2001年8月 - 大阪府立島上高等学校と大阪府立高槻南高等学校の統合・再編方針が打ち出される。
- 2002年12月 - 大阪府条例の改正により、大阪府立槻の木高等学校の設置が正式決定。
- 2003年1月1日 - 大阪府条例により、大阪府立槻の木高等学校を設置。
- 2003年4月1日 - 大阪府立槻の木高等学校が開校。
- 2003年5月 - 文部科学省の「学力向上フロンティアハイスクール事業」研究校に指定される。
- 2004年4月 - 関西大学および平安女学院大学との連携協定を締結。
- 2004年11月 - 大阪学院大学との連携協定を締結。

## 学校関係者

### 教職員
- 奥谷彰男 - サッカー審判員。元同校教諭（保健体育科、サッカー部顧問）。

## 交通
- 東海道本線（JR京都線） 高槻駅から南へ約1km。
- 阪急京都線 高槻市駅から南へ約700m。